# Julio Manrique
Julio Manrique Vicuña (n. Barcelona, 10 de julio de 1973) es un actor y director, además de productor teatral. Es principalmente conocido por sus múltiples trabajos en el teatro en montajes dirigidos por destacados directores de escena como Àlex Rigola, Xavier Albertí, Josep Maria Mestres, Oriol Broggi o David Selvas. 
En la pequeña pantalla ha participado en series del canal autonómico catalán TV3 como Porca Misèria y Citas. En el plano nacional destaca su participación en la serie de televisión española Isabel, donde interpretó a Cristóbal Colón.

## Biografía
Manrique estudió Derecho en la Universidad Pompeu Fabra hasta que en tercero de carrera coincidió con el director de teatro Josep Maria Mestres que le dio la oportunidad de participar en su obra Enemic de classe, donde debutó. Después se incorporó en el Instituto del Teatro para formarse como actor.
En 1994 se estrenó profesionalmente como actor participando en la obra Enemic de classe en el Teatro Lliure de Barcelona. En el teatro ha participado en multitud de montajes y ha trabajado con directores de la talla de Àlex Rigola, Lluís Pasqual y Oriol Broggi. Entre las obras de las que ha formado parte, encontramos grandes éxitos como Terra Baixa de Àngel Guimerà y Romeo y Julieta y Julio César de William Shakespeare.
En 1999 hizo su primera incursión en la pequeña pantalla participando en dos episodios de la serie de TV3 La memòria dels cargols. Tuvo su primer papel protagonista en la serie Nissaga, la herència; una séquela de la exitosa serie de la televisión autonómica catalana Nissaga de poder. Sin embargo, el personaje que lo puso en el punto de mira del espectador catalán fue el de Antonio en el serial Temps de Silenci.
Manrique ha participado en varios telefilmes para la televisión catalana entre los que destacan Carles, príncep de Viana, Ermessenda y 14 d'abril, Macià contra Companys. En 2003 hizo sus primeras participaciones como actor de cine en las cintas Soldados de Salamina de David Trueba y En la ciudad de Cesc Gay.
En 2006 se estrenó como director teatral con la obra Els boscos en la Sala Beckett. A esta le siguió La forma de les coses de Neil LaBute, por la que consiguió el premio Butaca a la mejor dirección en 2008.
Su éxito en el teatro y la televisión le llevaron a formar parte del elenco de la serie de comedia de TV3 Porca Misèria, junto a Joel Joan, Clara Segura y Anna Sahun entre otros. Más tarde también formó parte del reparto recurrente de la serie Infidels.
En 2010 recibió el premio Butaca a la mejor dirección por American Buffalo; galardón que repitió el año siguiente por Les coses que dèiem avui.
El año 2011 se puso al frente de la dirección artística del Teatro Romea en sustitución de Calixto Bieito, cargo que abandonaría en 2014. Además, ese año fundó la productora La Brutal junto a David Selvas y Cristina Genebat.
Desde 2010, Manrique ha participado en diversos de los montajes más importantes que se han realizado en los teatros de la ciudad condal como por ejemplo Hamlet de Shakespeare, Incendis de Wajdi Mouawad y L'orfe del clan dels Zhao de Ji Junxiang, papel por el cual consiguió un premio Butaca en 2014 como mejor actor. También le hemos visto en el papel de Don Juan de Molière o en la obra Timón de Atenas de Shakespeare.
En 2013 tuvo un personaje recurrente de la serie histórica de Televisión Española Isabel, donde interpretó al explorador Cristóbal Colón. También ese año participó en la película Hijo de Caín de Jesús Monllaó. En 2014 volvió a TV3 para participar en la serie 39+1 junto a Sílvia Abril, Agnès Busquets y Joan Carreras. Se trata de una adaptación de la novela homónima de la escritora y periodista Sílvia Soler.
Durante el año 2014 dirigió el montaje El curiós incident del gos a mitjanit una producción del Teatre Lliure, estrenada en el Teatre Lliure de Gràcia, después del éxito, se volvió a programar en la sede de Montjuïc y en el teatro Poliorama de Barcelona, una adaptación de Simon Stephens de la novela homónima del escritor británico Mark Haddon. Dicho trabajo le valió su quinto premio Butaca, cuarto como mejor director.
En 2016, mientras dirige La Treva (Time Stands Still) en La Villarroel y forma parte del elenco de Don Juan en el Teatro Nacional de Cataluña, participa también en la serie coral de TV3 Citas, donde interpreta a Albert y comparte secuencias con Nuria Gago y Alfonso Bassave.
En 2017 se incorpora al reparto habitual de la segunda temporada de la serie El crac, de Joel Joan y Hèctor Claramunt, en la que había participado como personaje capitular durante la primera temporada. Desde marzo de ese año dirige la adaptación de la obra El pato silvestre de Henrik Ibsen en el teatro Lliure de Barcelona. También ese año dirige E.V.A, una obra de Marc Artigau, Cristina Genebat y él mismo, interpretada por la compañía T de Teatre.
En 2018 estrenó en La Villaroel la obra de la estadounidense Sarah Ruhl La habitación de al lado, que él mismo dirigió.  También ese año protagoniza una adaptación de la tragedia griega Edipo, en el Teatro Romea y bajo la dirección de Oriol Broggi. En 2019 estrena como director con la obra La reina de la belleza de Leenane del británico Martin McDonagh.
En 2024 se estrena como director del Teatre Lliure con la obra La Gavina.

## Filmografía

### Televisión
| Año       | Título original                   | Cadena de emisión         | Notas          |
| --------- | --------------------------------- | ------------------------- | -------------- |
| 1999      | La memòria dels cargols           | Televisió de Catalunya    | Episódico      |
| 1999-2000 | Nissaga l'herència                | Televisió de Catalunya    | Secundario     |
| 2001      | Valèria                           | Televisió de Catalunya    | Telefilme      |
| 2001      | Temps de silenci                  | Televisió de Catalunya    | Principal      |
| 2001      | Carles, príncep de Viana          | Televisió de Catalunya    | Telefilme      |
| 2001      | L'estratègia del cucut            | Televisió de Catalunya    | Telefilme      |
| 2004      | Delta                             | Televisió de Catalunya    | Telefilme      |
| 2006      | Coses que passen...               | Televisió de Catalunya    | Telefilme      |
| 2006      | Cámping                           | Televisió de Catalunya    | Telefilme      |
| 2004-2007 | Porca Misèria                     | Televisió de Catalunya    | Principal      |
| 2009      | Otra ciudad                       | Televisión Española y TV3 | Telefilme, voz |
| 2009-2011 | Infidels                          | Televisió de Catalunya    | Principal      |
| 2011      | Ermessenda                        | Televisió de Catalunya    | Telefilme      |
| 2011      | 14 d'abril. Macià contra Companys | Televisió de Catalunya    | Telefilme      |
| 2013-2014 | Isabel                            | Televisión Española       | Recurrente     |
| 2014      | 39+1                              | Televisió de Catalunya    | Principal      |
| 2016      | Citas                             | Televisió de Catalunya    | Principal      |
| 2017      | El crac                           | Televisió de Catalunya    | Principal      |

### Cine
| Año  | Título original      | Dirección       | Personaje     |
| ---- | -------------------- | --------------- | ------------- |
| 2003 | Soldados de Salamina | David Trueba    | Pere Figueras |
| 2003 | En la ciudad         | Cesc Gay        |               |
| 2004 | Febrer               | Sílvia Quer     | Lars          |
| 2013 | Hijo de Caín         | Jesús Monllaó   | Julio Beltrán |
| 2021 | Madres paralelas     | Pedro Almodovar | Jesús         |

## Teatro

### Como actor
| Año       | Título original           | Dramaturgia                | Dirección           |
| --------- | ------------------------- | -------------------------- | ------------------- |
| 1994      | Enemic de classe          | Nigel Williams             | Josep Maria Mestres |
| 2000      | Ànsia                     | Sarah Kane                 | Xavier Albertí      |
| 2000      | Tito Andrónico            | William Shakespeare        | Àlex Rigola         |
| 2000-2001 | Terra baixa               | Àngel Guimerà              | Ferran Madico       |
| 2002      | Julio César               | William Shakespeare        | Àlex Rigola         |
| 2003      | Romeo y Julieta           | William Shakespeare        | Josep Maria Mestres |
| 2004      | El virus                  | Richard Brand              | David Selvas        |
| 2004      | El pes de la palla        | Lluïsa Cunillé             | Xavier Albertí      |
| 2005      | Salamandra                | Josep Maria Benet i Jornet | Toni Casares        |
| 2006      | Arbusht                   | Paco Zarzoso               | Àlex Rigola         |
| 2006      | En pólvora                | Àngel Guimerà              | Sergi Belbel        |
| 2007-2008 | 2666                      | Roberto Bolaño             | Àlex Rigola         |
| 2007-2008 | European House            | Àlex Rigola                | Àlex Rigola         |
| 2009-2010 | Hamlet                    | William Shakespeare        | Oriol Broggi        |
| 2012      | Senyoreta Júlia           | Patrick Marber             | Josep Maria Mestres |
| 2012-2013 | Incendis                  | Wajdi Mouawad              | Oriol Broggi        |
| 2014      | L'orfe del clan dels Zhao | Ji Junxiang                | Oriol Broggi        |
| 2014      | Timón de Atenas           | William Shakespeare        | David Selvas        |
| 2015      | El Rey Lear               | William Shakespeare        | Lluís Pasqual       |
| 2015      | Una altra pel·lícula      | David Mamet                | Julio Manrique      |
| 2016-2017 | Don Juan                  | Molière                    | David Selvas        |
| 2018      | Edipo                     | Sófocles                   | Oriol Broggi        |

### Como director
| Año  | Título original                       | Dramatúrgia                                              |
| ---- | ------------------------------------- | -------------------------------------------------------- |
| 2006 | Els boscos                            | David Mamet                                              |
| 2008 | La forma de les coses                 | Neil LaBute                                              |
| 2009 | Product                               | Mark Ravenhill                                           |
| 2010 | American Buffalo                      | David Mamet                                              |
| 2010 | Coses que dèiem avui                  | Neil LaBute                                              |
| 2010 | L'hort dels cirerers                  | Antón Chéjov                                             |
| 2011 | L'arquitecte                          | Daniel Greig                                             |
| 2011 | Llum de guàrdia                       | Sergi Pompermayer y Julio Manrique                       |
| 2013 | Roberto Zucco                         | Bernard-Marie Koltès                                     |
| 2014 | La partida                            | Patrick Marber                                           |
| 2014 | Santa nit                             | Cristina Genebat                                         |
| 2015 | El curiós incident del gos a mitjanit | Adaptación de Simon Stephens de la novela de Mark Haddon |
| 2015 | Una altra pel·lícula                  | David Mamet                                              |
| 2016 | La Treva (Time Stands Still)          | Donald Margulies                                         |
| 2017 | L'ànec salvatge                       | Henrik Ibsen                                             |
| 2017 | E.V.A.                                | Marc Artigau, Cristina Genebat, Julio Manrique           |
| 2018 | La habitación de al lado              | Sarah Ruhl                                               |
| 2019 | La reina de la belleza de Leenane     | Martin McDonagh                                          |

## Premios y nominaciones

### Premios Butaca
- 2008: Premio a la mejor dirección por La forma de les coses.[5]
- 2010: Premio a la mejor dirección por American Buffalo.[8]
- 2011: Premio a la mejor dirección por Coses que dèiem avui.[9]
- 2014: Premio al mejor actor por L'orfe del clan dels Zhao.[13]
- 2015: Premio a la mejor dirección por El curiós incident del gos a mitjanit.[19]
- 2017: Premio a la mejor dirección por L'ànec salvatge.[29]